# Tanner Maguire
Tanner James Maguire (Arizona, 15 de julho de 1998) é um ator norte-americano. Ele é mais conhecido por interpretar Tyler Doherty no filme Letters to God.

## Carreira
Nascido em Scottsdale no Arizona , o interesse de Tanner em atuar começou com 3 anos de idade depois de uma visita ao teatro da comunidade local para ver peça teatral do Peter Pan. Com seis anos começou a trabalhar em nove diferentes produções como estaginario no ramo no atuação. Tanner começou a manifestar interesse de não só estar na frente de uma platéia, mas também de estar na frente de uma câmera. Logo depois sua família mudou-se para Los Angeles e logo Tanner começou a trabalhar na televisão aparecendo em inúmeros shows populares, provando sua arte bem sucedida. Maguire já apareceu em diversos comerciais para estadunidenses grandes empresas, incluindo K-Mart, Subway e para a Brinks Home Security .
Tanner doou uma bandana autografada do filme Letters to God para Brendan Hogan, um rapaz com câncer no cérebro.

## Filmografia

### Televisão
| Ano  | Título                  | Personagens          | Notas                                      |
| ---- | ----------------------- | -------------------- | ------------------------------------------ |
| 2005 | Medium                  | Jamie                | Episódio: "Sweet Dreams"                   |
| 2005 | My Name Is Earl         | Jovem Ralph Mariano  | Episódio: "Teacher Earl"                   |
| 2005 | Desperate Housewives    | Jovem Zach Young     | 4 Episódios, 2005–2006                     |
| 2007 | Hannah Montana          | Jeffrey              | Episódio: "Achey Jakey Heart"              |
| 2007 | Days of Our Lives       | Jovem Shawn Brady    | 11 Episódios                               |
| 2008 | Ghost Whisperer         | Owen "Kenny" Grace   | Episódio: " Imaginary Friends and Enemies" |
| 2009 | Without a Trace         | Jovem John Burroughs | Episódio: "Chameleon"                      |
| 2009 | Eleventh Hour           | Darren               | Episódio: "Subway"                         |
| 2009 | How I Met Your Mother   | Jovem Barney Stinson | 4 Episódios, 2007–2011                     |
| 2009 | Lost                    | Jovem Tom Brennan    | Episódio: "The Incident"                   |
| 2009 | House MD                | Jack Randall         | Episódio: "Instant Karma"                  |
| 2010 | Letters to God          | Tyler Doherty        | Papel principal                            |
| 2010 | Brothers & Sisters      | Henry                | Episódio: "The Science Fair"               |
| 2010 | CSI: NY                 | Boy                  | Episódio: "Unfriendly Chat"                |
| 2010 | The Hangover Part II    | Jovem Phil Wenneck   |                                            |
| 2012 | The Drew Peterson Story | Zach                 |                                            |

### Cinema
| Ano  | Título            | Papel           | Notas |
| ---- | ----------------- | --------------- | ----- |
| 2006 | Midnight Clear    | Garoto Pequeno  |       |
| 2006 | Janie             | Ben             |       |
| 2007 | Saving Sarah Cain | Josiah Cottrell |       |
| 2010 | Breathe           | Teus' alter ego |       |

## Premiações
| Premio            | Ano  | Categoria                                | Resultado | Personagem                      |
| ----------------- | ---- | ---------------------------------------- | --------- | ------------------------------- |
| MovieGuide Awards | 2011 | Personagens de Televisão Mais Inspirador | Indicado  | Tyler Doherty em Letters to God |